# Ideal Conceal Cellphone Pistol

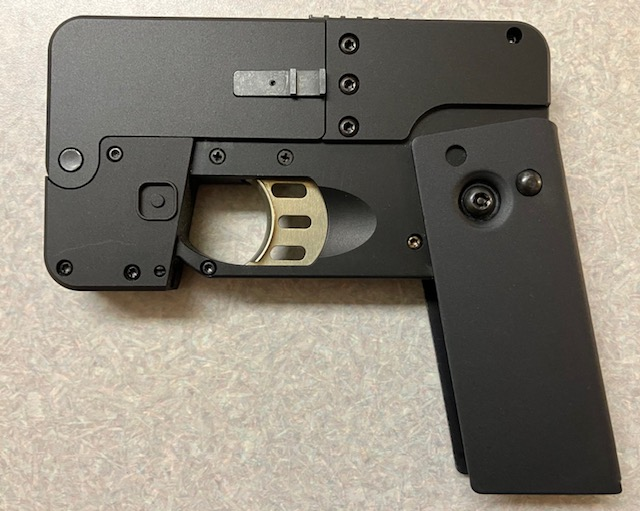

La Ideal Conceal Cellphone Pistol, chiamata anche semplicemente Cellphone Pistol, è un'arma da fuoco, classificata come pistola tascabile e progettata per assomigliare a uno smartphone. È prodotta dalla società Ideal Conceal con sede nel Minnesota, negli Stati Uniti.
Ideal Conceal ha attirato l'attenzione e molte critiche quando, durante l'incontro annuale della lobby delle armi tenutosi il 4 maggio 2017 a Dallas, in Texas, è stata resa nota l'intenzione della National Rifle Association of America di mettere l'arma sul mercato. Molti attivista anti-armi hanno criticato l'arma per le sue dimensioni ridotte, la facilità d'uso e l'occultabilità.
Il rivestimento in plastica di colore nero cela un telaio monolitico in lega leggera che racchiude due canne.
Ha circa le stesse dimensioni di un Samsung Galaxy S7 ed è dotata di una impugnatura pieghevole che, una volta chiusala rende simile a un telefono cellulare. L'impungatura svolge anche la funzione di sicura e, una volta chiusa, si blocca impedendo la possibilità di sparare. Quando viene premuto il pulsante di sicurezza, l'apertura a scatto rende accessibile il grilletto che permette di esplodere due colpi calibro .380 ACP.